# Mailhac
Mailhac – miejscowość i gmina we Francji, w regionie Oksytania, w departamencie Aude.
Według danych na rok 1990 gminę zamieszkiwało 310 osób, a gęstość zaludnienia wynosiła 29 osób/km² (wśród 1545 gmin Langwedocji-Roussillon Mailhac plasuje się na 621. miejscu pod względem liczby ludności, natomiast pod względem powierzchni na miejscu 714.).

## Zabytki
Zabytki w miejscowości posiadające status Monument historique:
- Oppidum du Cayla